# Enok Poulsen
Enok Poulsen (* 28. Februar 1960 in Paamiut) ist ein grönländischer Musiker und Maler.

## Leben
Enok Poulsen wurde als mittleres von neun Kindern geboren. Sein Vater starb 1967 auf See. Er begann eine Ausbildung zum Fischer und ließ sich ab seiner Jugend in Dänemark ausbilden mit dem Plan, nie wieder nach Grönland zurückzukehren. Er heiratete in Dänemark, trennte sich aber nach einigen Jahren und zog nach 13 Jahren zurück nach Paamiut. Später arbeitete er als Kulturberater, bevor er Halleninspektor wurde. Später heiratete er seine zweite Frau Kirsten, mit der er vier Töchter und einen Stiefsohn hat.
In Dänemark begann er bei der Band Tørfisk zu spielen. 1987 gab er sein erstes Album Unigit heraus, die sich bei einer Einwohnerzahl von 53.000 Menschen 9.000 Mal in Grönland verkaufte. Bis heute hat er zwölf Alben mit jeweils rund zehn Liedern veröffentlicht. Er ist auch als Maler tätig. 2006 erhielt Enok Poulsen den Grönländischen Kulturpreis.

## Diskografie
Alben
- 1987: Unigit („Stop“)
- 1987: Takorusuppagit („Ich will dich sehen“)
- 1988: Kinaana („Wer ist das“)
- 1989: Paarinnga kisivit („Pass alleine auf mich auf“)
- 1990: Nikigit („Geh wo anders hin“)
- 1992: Pissutsit nutaat („Neue Zustände“)
- 1995: Sinnattukka („Meine Träume“)
- 1997: Takuara ulloriaq („Ich sehe einen Stern“)
- 1998: Taartumi pituttugaanata („Ohne dass wir in der Dunkelheit ordentlich festgemacht sind“)
- 2002: Neriusaat („Regenbögen“)
- 2013: Anorersuarmi qaamaneq („Licht im Sturm“)
- 2018: Oqaannarsinnaasuuguma („Wenn ich es nur sagen könnte“)